# Loi d'orientation et de programmation pour la justice
 (février 2017).
Si vous disposez d'ouvrages ou d'articles de référence ou si vous connaissez des sites web de qualité traitant du thème abordé ici, merci de compléter l'article en donnant les références utiles à sa vérifiabilité et en les liant à la section « Notes et références ».
Pour les articles homonymes, voir Loi Perben.
Lire en ligne

La loi Perben I sur le site de légifrance

La loi no 2002-1138 du 9 septembre 2002 d'orientation et de programmation pour la justice, dite loi Perben I, est une loi française qui a modifié les textes pénaux et de procédure pénale sur divers sujets.

## Création des juges de proximité
Il est créé la juridiction du juge de proximité. Celle-ci a depuis été supprimée, mais la fonction de juge même conservée.

## Mesures concernant les mineurs
La loi crée les Centres éducatifs fermés, qui sont des alternatives à l'incarcération brute.
La loi crée les établissements pénitentiaires pour mineurs et modifie l'article 4 de l'ordonnance du 2 février 1945 sur l'enfance délinquante régissant la garde à vue.
Selon cet article, les mineurs de 10 à 13 ans ne peuvent pas être placés en garde à vue, mais ils peuvent être mis en retenue dans un local de police pour les nécessités de l'enquête après l'autorisation d'un magistrat et sous son contrôle en cas de crime ou de délit puni d'au moins 5 ans d'emprisonnement et pour une durée de 12 heures maximum renouvelable une fois
Avant la loi Perben I, cette retenue était de 10 heures au plus, renouvelable une fois, en cas de délit ou crime punissable d'au moins 7 ans d'emprisonnement.
Cette mesure de rétention n'est possible que s'il existe des indices graves ou concordants laissant présumer que le mineur a commis ou tenté de commettre un crime ou un délit et après présentation de ce dernier devant le magistrat pour son renouvellement, sauf en cas de circonstances insurmontables.
L'article 49 modifie également des dispositions liées au placement sous surveillance électronique.